# ماکسیمیلیان گول
ماکسیمیلیان گول (انگلیسی: Maximilian Güll؛ زادهٔ ۵ ژانویهٔ ۱۹۹۵) بازیکن فوتبال اهل آلمان است.
از باشگاه‌هایی که در آن بازی کرده‌است می‌توان به باشگاه فوتبال دویسبورگ اشاره کرد.
وی همچنین در تیم ملی فوتبال جوانان آلمان بازی کرده‌است.